# ماثيو هاوسون
ماثيو هاوسون (بالإنجليزية: Matthew Howson)‏ هو سائق سباق بريطاني، ولد في 25 أغسطس 1983 في نورتش في المملكة المتحدة.

## روابط خارجية
- ماثيو هاوسون على موقع DriverDB.com (الإنجليزية)